# Beatrice Fazi
Beatrice Fazi (Salerno, 27 luglio 1972) è un'attrice e conduttrice televisiva italiana.

## Biografia
È nata a Salerno nel 1972 e vive a Roma dal 1990. Attrice di teatro, cinema e televisione, è nota soprattutto per aver partecipato a quattro edizioni della fiction Un medico in famiglia nel ruolo di Melina, la cameriera pasticciona, cugina di Cettina, che finge di essere filippina per farsi assumere, ed entra a far parte della numerosa famiglia di Nonno Libero trascinandosi dietro il maldestro fidanzato Dante, interpretato da Gabriele Cirilli.
Esordisce sul piccolo schermo come conduttrice del contenitore pomeridiano per bambini Big!, in diretta su Rai 1 e a La ruota della fortuna su Canale 5. Partecipa al programma comico di Gianni Boncompagni Macao come attrice/autrice del personaggio di Nunziah. Ha partecipato a tante trasmissioni sia per la Rai che per la Fininvest (l'allora Mediaset) poi Telemontecarlo (l'allora LA7) e Napoli Canale 21.
Parallelamente, nel 1993, insieme ad alcuni amici fonda il "Locale" di vicolo del Fico 3 che sarà per molti anni luogo di incontro e interazione per musicisti e attori che oggi sono tra i più noti protagonisti del panorama italiano.
La sua prima fiction è Lui e lei con Vittoria Belvedere. Interpreta Midori, una giapponese, accanto a Pierfrancesco Favino, nel film per il cinema di Francesco Apolloni La verità vi prego sull'amore.
In teatro ha lavorato fin dall'età di 14 anni con maestri del calibro di Gigi Proietti.
Nel gennaio 2012 va in onda su Rai 1 con una nuova fiction, Il restauratore, in cui ricopre il ruolo di una cameriera trasteverina, Dora, recitando al fianco di attori quali Lando Buzzanca e Paolo Calabresi. Prende parte anche alla seconda stagione, andata in onda nel corso del 2014.
A gennaio 2014 ha debuttato in teatro con una commedia che aveva già portato in scena con grande successo insieme a Fabrizio Giannini dal titolo Vattene Amore, scritta e diretta da Antonio Antonelli.
Da febbraio 2014 è stata in tournée in tutta Italia con un'altra esilarante commedia, intitolata Ti posso spiegare, accanto a Michele La Ginestra e diretta da Roberto Marafante, ancora in scena a Roma, al Teatro della Cometa, dal 7 al 26 aprile 2015.
Ha poi debuttato con lo spettacolo Le Bisbetiche Stremate diretto da Michele La Ginestra che conclude la fortunata serie di successi iniziata nel 2015 con Parzialmente Stremate e continuata con Stremate dalla Luna del 2016. Una serie scritta da Giulia Ricciardi che ha registrato il tutto esaurito per ben tre stagioni.
Di recente ha interpretato il ruolo della direttrice di un carcere al fianco di Sasà Striano (ex detenuto oggi attore e regista vincitore dell'Orso d'Oro a Berlino con il film Cesare deve morire dei fratelli Taviani) nell'opera prima Dentro la Tempesta che ha inaugurato il nuovo spazio del Teatro Off Off di via Giulia a Roma.
Nel 2014 conduce sulla rete TV2000 Per sempre, programma costruito sulla falsariga di Reazione a catena e Caduta libera.
Ha scritto un libro autobiografico, Un cuore nuovo, in cui racconta la sua conversione. Edito da Piemme Mondadori, il testo è stato pubblicato nel giugno 2015 e ristampato nell'edizione Pickwick a fine marzo 2017.
Conduce il programma Beati voi, in onda sul canale nazionale TV2000.
Dal 20 novembre 2023 interpreta Isabella Veneziani nella soap opera di Rai 3 Un posto al sole.

## Vita privata
È sposata con Pierpaolo Platania e hanno quattro figli: Marialucia (2002), Fabio (2003), Giovanni (2007) e Maddalena (2015).
Negli anni Novanta è stata legata sentimentalmente al cantautore romano Daniele Silvestri.

## Teatro
- 2019 "Cinque donne del sud" scritto e diretto da Francesca Zanni - 11 aprile; Teatro Massimo, Benevento

- 2018 "Cinque donne del sud" scritto e diretto da Francesca Zanni - Teatro 7 Roma
- 2018 "Dentro la Tempesta" di e con Salvatore Striano, Carmine Paternoster e Beatrice Fazi, diretto da Salvatore Striano - Teatro Franco Parenti, Milano
- 2018 "Cinque donne del sud" scritto e diretto da Francesca Zanni - Teatro del Giullare, Salerno
- 2018 "A cuore aperto" di e con Patrizio Cigliano, Teatro Tordinona di Roma e Teatro 7 di Roma
- 2017 "Tre stremate e un maggiordomo" scritto da G. Ricciardi con Federica Cifola e Giulia Ricciardi, diretto da M. La Ginestra - Teatro 7 Roma
- 2017 "Dentro la Tempesta" di e con Salvatore Striano, Carmine Paternoster e Beatrice Fazi, diretto da Salvatore Striano Teatro OFF/OFF di Roma
- 2017 "Bisbetiche stremate" scritto da G. Ricciardi con Federica Cifola e Giulia Ricciardi, diretto da M. La Ginestra - Teatro Golden di Roma e tournée
- 2017 "Bisbetiche stremate" scritto da G. Ricciardi con Federica Cifola e Giulia Ricciardi, diretto da M. La Ginestra Teatro7
- 2016 "Stremate dalla luna" scritto da G. Ricciardi con Barbara Begala, Federica Cifola, Barbara Foria, Giulia Ricciardi e diretto da M. La Ginestra al Teatro7
- 2015 "Parzialmente stremate" scritto da G. Ricciardi e diretto da M. La Ginestra Teatro della Cometa 2015
- 2015 Ti posso spiegare" di M.La Ginestra e A. Bennicelli regia di R. Marafante III edizione e tournée 2015
- 2014 Vattene amore, scritto e diretto da Antonio Antonelli
- 2013 “L'Archivio”, scritto e diretto da Claudio Morici
- 2013 “Ti posso spiegare”, di M. La Ginestra e A. Bennicelli. Diretto da R. Marafante
- 2012 “Vattene Amore”, Scritto e diretto da Antonio Antonelli
- 2012 “Gli uomini preferiscono le TONTE", di Giulia Ricciardi. Diretto da Marco Simeoli
- 2011 “4 strane donne e 1 capodanno", di Giulia Ricciardi. Diretto da Patrizio Cigliano
- 2008 “Ago e Bianca e…” di e con M. La Ginestra e di A. Bennicelli, diretto da M. La Ginestra
- 2007 “Tutta per tre”, di G. Ricciardi. Diretto da Michela Andreozzi
- 2007 “Addio al nubilato”, di F. Apolloni. Diretto da E. M. Lamanna
- 2005-06 “Uno e basta”, di e con M. La Ginestra e di A. Bennicelli, diretto da M. La Ginestra
- 2005 “Doppiacoppia”, di e con Max Tortora e di P.T. Cruciani, diretto da S. Giordani
- 2004 “Bambini” di A. Bennicelli e M. La Ginestra, diretto da M. La Ginestra
- 2002 “Sax session”, scritto e diretto da P. Cigliano
- 2001 “Todo por Pedro”, di Giulia Ricciardi, diretto da P. Cigliano
- 2000 "Il dramma della gelosia", dal film di Age-Scarpelli-Scola, adatt. e regia di G. Proietti con Pino Quartullo e Pierfrancesco Favino
- 2000 “Ypokritài-Attori”, scritto e diretto da P. Cigliano
- 1998-99 “La verità, vi prego, sull'amore”, scritto e diretto da F. Apolloni
- 1998-99 “Il sesso di colpa”, scritto e diretto da P. Cigliano per Todifestival '98
- 1997 “Casamatta vendesi”, scritto e diretto da A. Orlando con M. Giallini e V. Mastandrea
- 1996 “Ritratti su palloncino”, scritto e diretto da R. Pacini
- 1996 “La commedia degli errori”, di W. Shakespeare. Adatt. e regia di T. Russo
- 1996 “Karmacoma”, scritto e diretto da Max Bruno
- 1995 “Ragazze al muro”, scritto e diretto da Eleonora Danco

## Filmografia

### Cinema
- Cento cuori, regia di Paolo Damosso (2023)
- Tutto sarà bene. Le rivelazioni di Giuliana di Norwich, regia di Sara Binelli (2015)
- Oltre la collina, regia di Giorgio Bardelli (2008)
- Immacolata, regia di Francesco Calderone - cortometraggio (2008)
- Io ti voglio bene assai, regia di Fernardo Muraca - cortometraggio (2006)
- Quartetto, regia di Salvatore Piscicelli (2001)
- La verità vi prego sull'amore, regia di Francesco Apolloni (2001)
- Giorni dispari, regia di Dominick Tambasco (2000)
- Cosa c'entra con l'amore, regia di Marco Speroni (1997)

### Televisione
- Quel che bolle in pentola - programma di cucina Tv2000 (dal 2024) - conduzione
- Un posto al sole - Rai 3 (dal 2023) - ruolo: Isabella Veneziani
- Il restauratore seconda serie, regia di Giorgio Capitani - Serie TV - Rai 1 (2012-2014)
- Un medico in famiglia - Serie TV - Rai 1 (2007-2013) - Ruolo: Carmela Catapano detta Melina (stagioni 5-8)
- Life trainer, regia di N. De Angelis (2007)
- Commesse regia di Giorgio Capitani Serie Tv (1999) Cameo Rai 1
- Lui e lei, regia di Luciano Manuzzi ed Elisabetta Lodoli - Serie TV (1998-1999)
- In fuga, regia di M. Puccioni. Minifiction per RaiTre (1998-1999)
- Suonare Stella, regia di G. Nicotra (2006) - Sit-show
- 1997-98 Macao, di G. Boncompagni per RaiDue - attrice e autrice del personaggio Nunziah
- 1995 Match music, programma musicale a diff. Nazionale – conduzione
- 1992-93 BIG!, regia di R. Valentini. Contenitore pomeridiano per bambini di RaiUno - conduzione

### Radio
- RadioDueTime, condotto da Pierluigi Diaco su Rai Radio Due (1996)
- Ottovolante, condotto da Savino Zaba su Rai Radio Due (2006)

## Scritti
- Beatrice Fazi, Un cuore nuovo. Dal male di vivere alla gioia della fede, Edizioni Piemme, 2015